# 12分鐘
《12分鐘》（又译作）是由路易斯·安東尼奧（Luís António）獨立開發並由安納布爾納互動在2021年8月19日發行的懸疑題材冒險遊戲，對應Xbox Series X/S、Xbox One及Microsoft Windows平台。
本作在2020年5月7日正式公佈，於當時Gamescom遊戲展中亮相，以面向Xbox平台（Xbox Series X/S及Xbox One）主機的作品之一。遊戲原定在2020年底發售，因為需要更多時間開發延後至2021年發售，其後確定在2021年8月發行，遊戲支援Xbox Game Pass服務。

## 開發與故事背景
本作遊玩方式是採用俯視形式，採用真實時間呈現遊戲的主題「12分鐘」。遊戲故事描述作為丈夫的主角遇上不明事件，其後察覺自己正被困在時間循環當中，故事的起端是主角回家後與妻子準備浪漫的晚餐，卻在兩人聊天準備時被自稱警察男子，登門訪查指控其妻子涉及謀殺案件，該男子闖進家中後襲擊主角暈到，當主角立刻回神發現已經回到開門回家的一刻。驚覺自己陷入了「12分鐘」的不斷循環，再一次又一次的被迫重溫那晚各種恐怖時刻，只能利用即將發生的事情前的改變，找尋辦法打破可怕的時間循環。

## 評價
本作由發行至到8月底，媒體評價均分方面Microsoft Windows平台為79分、Xbox Series X/S則為78分。

## 外部連結
- 官方网站：英文